# San Felices (Soria)
San Felices es un municipio y localidad española de la provincia de Soria, en la comunidad autónoma de Castilla y León. Pueblo de la comarca del Moncayo y del partido judicial de Soria.

## Geografía
Está situado en el límite con la provincia de La Rioja a 925 m s. n. m., a 8 km de la localidad soriana de Castilruiz y a 6 km de la localidad riojana de Aguilar del río Alhama.
Yacimiento de plomo y filones cuarcíferos con galena.

## Medio ambiente
San Felices está encaramado sobre unas rocas, al lado de un profundo barranco por el que discurre el río Alhama, cuyo caudal se ve incrementado a su paso por esta localidad por los abundantes manantiales de los que dispone el pueblo.
En su término e incluidos en la Red Natura 2000 los siguientes lugares:
- Lugar de Interés Comunitario conocido como Cigudosa-San Felices, ocupando 1780 hectáreas, el 84 % de su término.[3]

## Historia

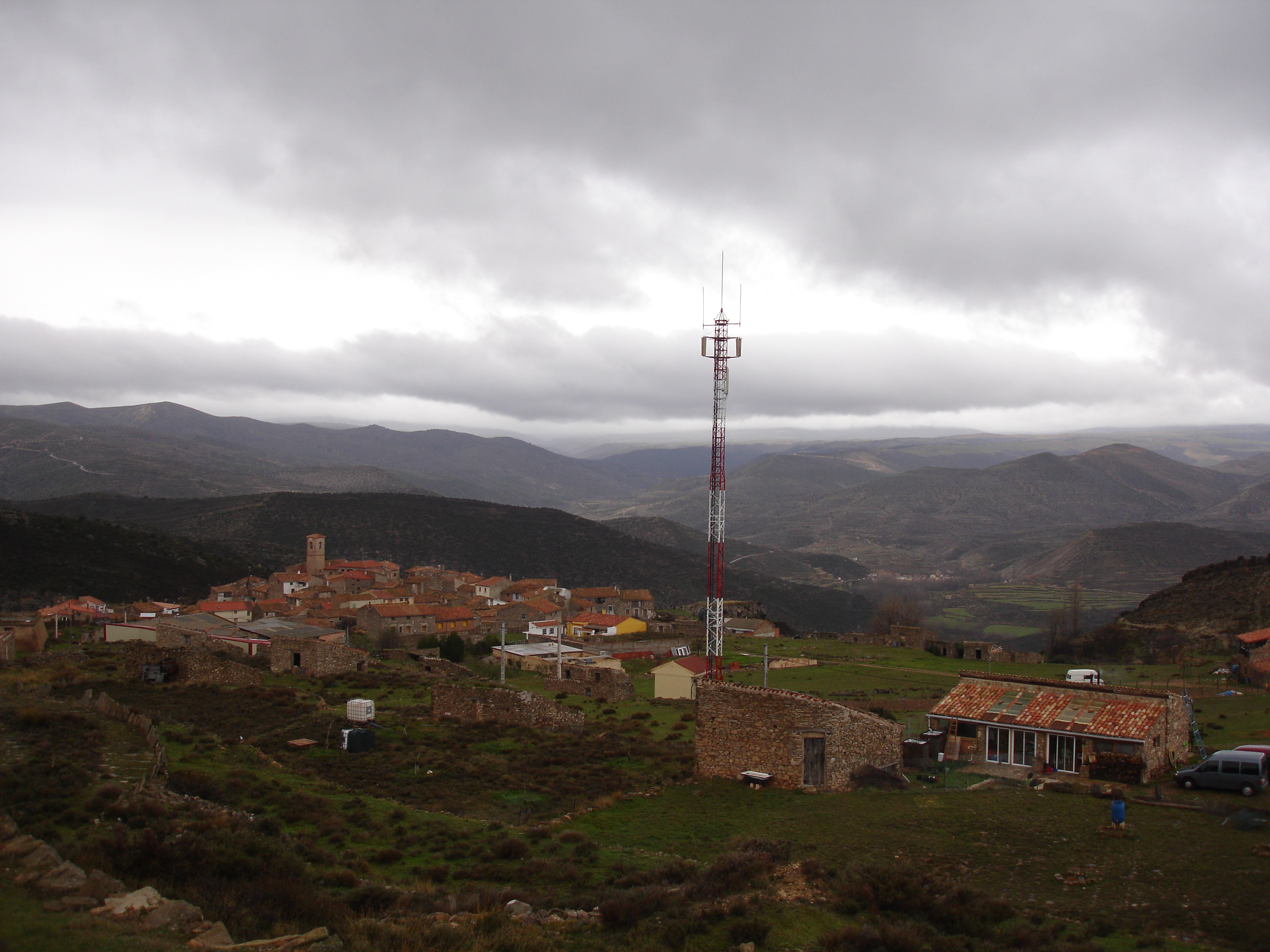
Vista de la localidad desde lo alto

A la caída del Antiguo Régimen la localidad se constituye en municipio constitucional en la región de Castilla la Vieja, partido de Ágreda que en el censo de 1842 contaba con 86 hogares y 350 vecinos.

## Demografía
Cuenta con una población de 59 habitantes (INE 2024).
| Gráfica de evolución demográfica de San Felices entre 1842 y 2021                                                     |
| |
| Población de derecho según los censos de población del INE. Población de hecho según los censos de población del INE. |

## Patrimonio
De los edificios, la iglesia parroquial católica de San Pedro es el más destacado.

## En la cultura
Este pequeño municipio da nombre a la última película del director de cine Roberto Lázaro. Sanfelices, que así se llama el largometraje, está centrado en las calles y familias de este pueblo soriano.